# Kolinovce
Kolinovce jsou obec na Slovensku v okrese Spišská Nová Ves, v Košickém kraji.

## Historie
První zmínka o Kolinovcích je v saském privilegiu z roku 1312. Roku 1404 král Zikmund Lucemburský daroval obec spišskému faráři jako nadaci. Roku 1693 patřila do dominia Spišského hradu, roku 1900 téměř polovina obyvatel pracovala v průmyslu. Obec s řadovou ulicovou zástavbou je rozdělena Hornádem na dvě části.

### Staré a cizí názvy obce
- 1312 – villa Colina
- 1773 – Kolenocz, Kolenowetz, Kolynowcze
- 1786 – Kolenocz, Kolnowce
- 1808 – Kolenócz, Kohlsdorf, Kolenitz, Kolenowce
- 1863–1873 – Kolenóc
- 1877–1888 – Kolinóc
- 1892 – Kolinóc
- 1892–1902 – Kolinfalu
- 1907–1913 – Kolinfalva
- 1920–1946 – Kolinovce
- 1946 – Kolinovce

Německý název: Kohldorf, Kolenitz, Kolenowetz 

Maďarský název: Kolinfalva

## Geografie
Obec se nachází v Hornádské kotlině na styku pohoří Branisko a Galmus.
Předtím Kolinovce, okres Spišská Nová Ves. Střed obce leží v nadmořské výšce 389 m n. m., ve východní části Hornádské kotliny, 30 km na východ od Spišské Nové Vsi.

### Sousední obce
Kolinovce sousedí s obcemi Kaľava, Krompachy, Spišské Vlachy

### Vodní toky
- Hornád
- Studenec

## Politika

### Starostové obce
- 1990–1998 Vincent Barbus (SDĽ)
- 1998–2002 Vincent Barbus (SDĽ + SOP)
- 2002–2006 Vincent Bača (HZDS)
- 2006–dnes Vincent Bača (LS-HZDS + SNS + SMER)

### Zastupitelstvo
- 1990–1994 – 12 poslanců
- 1994–1998 – 12 poslanců (5 KDH, 4 SDĽ, 2 HZDS, 1 nekalá)
- 1998–2002 – 11 poslanců (7 SOP, 2 KDH, 2 HZDS)
- 2002–2006 – 5 poslanců (2 HZDS, 1 KDH, 1 nekalá, 1 SOP)
- 2006–dnes – 5 poslanců (3 LS-HZDS + SNS + SMĚR; 2KDH)

### Obyvatelstvo
Vývoj obyvatelstva od roku 1869:
| Rok sčítání | Počet obyvatel | Počet domů |
| ----------- | -------------- | ---------- |
| 1869        |                | -          |
| 1880        | 360            | 58         |
| 1890        | 322            | 63         |
| 1900        | 360            | 59         |
| 1910        | 390            | 66         |
| 1921        | 438            | 73         |
| 1930        | 421            | 77         |
| 1950        | 468            | 108        |
| 1961        | 743            | 132        |
| 1970        | 719            | 146        |
| 1980        | 641            | 146        |
| 1991        | 512            | 139        |
| 2001        | 583            | 136        |

Složení obyvatelstva podle náboženského vyznání (2001):
|                        | Počet obyvatel | %    |
| ---------------------- | -------------- | ---- |
| Římskokatolická církev | 531            | 91,1 |
| Řeckokatolická církev  | 4              | 0,7  |
| Pravoslavná církev     | 6              | 1,0  |
| Bez vyznání            | 19             | 3,3  |
| Ostatní a nezjištěno   | 23             | 3,9  |

Složení obyvatelstva podle národnosti (2001):
|                      | Počet obyvatel | %    |
| -------------------- | -------------- | ---- |
| Slovenská            | 538            | 92,3 |
| Romská               | 27             | 4,6  |
| Česká                | 4              | 0,7  |
| Ostatní a nezjištěno | 14             | 2,4  |

## Kultura a zajímavosti

### Památky
Katolický kostel sv. Františka Seraf.
Klasicistní z období kolem roku 1830, síñového typu s půlkruhovým uzávěrem presbytáře, zaklenutý konchou a třemi poli pruské klenby. Štítové průčelí členěné dvojicemi pilastrů a frontonem zdobeným triglyfy, nad portálem termální okno a nad štítem malá vestavěné dřevěná věžička. Oltář je klasicistní portikový s obrazem sv. Františka Seraf. z dob kolem roku 1830.

## Hospodářství a infrastruktura

### Farní úřad
Filiálka římskokatolického farního úřadu Spišské Vlachy